# 無斑叉棘鰧
无斑叉棘鰧（学名：Stalix immculatus）为輻鰭魚綱后颌鰧科鲈形目叉棘鰧屬的其中一種。該物種在中国，分布于东海等海域。棲息深度為80米至90米，生活習性不明。